# ارکوله بوئرو
ارکوله بوئرو (ایتالیایی: Ercole Boero؛ ۱۸۹۰ – ۱۲ ژوئن ۱۹۵۲) بازیکن واترپلو اهل ایتالیا بود. وی در بازی‌های المپیک تابستانی ۱۹۲۰ شرکت کرده‌است.